# Van Siclen Avenue (linea BMT Jamaica)
Van Siclen Avenue è una fermata della metropolitana di New York situata sulla linea BMT Jamaica. Nel 2019 è stata utilizzata da 791 691 passeggeri. È servita principalmente dalla linea J, tranne nell'ora di punta del mattino in direzione Manhattan e nell'ora di punta del pomeriggio in direzione Queens quando è servita dalla linea Z.

## Storia
La stazione fu aperta il 3 dicembre 1885. È stata ristrutturata tra marzo e agosto 2006.

## Strutture e impianti
La stazione è posta su un viadotto al di sopra di Fulton Street, ha due binari e una banchine ad isola. Il mezzanino, posizionato sotto il piano binari, ospita le scale per accedere alla banchina, i tornelli e le due scale per il piano stradale che portano all'incrocio con Van Siclen Avenue, una all'angolo sud-ovest e una all'angolo sud-est.

## Interscambi
La stazione è servita da alcune autolinee gestite da NYCT Bus.
- Fermata autobus